# المجلس التشريعي الكويتي الثاني
المجلس التشريعي الكويتي الثاني هو مجلس تشريعي تمت الدعوة لانتخاب أعضائه في 27 ديسمبر 1938، ويعتبر ثاني مجلس تشريعي في تاريخ الكويت بعد المجلس الأول الذي انتخب وحل في نفس العام. وقد أجريت هذه الانتخابات في المدرسة المباركية، وبلغ عدد المشاركين بالتصويت 400 ناخب، ونفس المجلس السابق كان المشاركون هم من فئة واحدة فقط وهم فئة التجار. تم اختيار 20 عضواً للمجلس وكانت النتيجة فوز 12 عضو من المجلس السابق و 8 أعضاء جدد.

## أعضاء المجلس التشريعي الثاني
- الشيخ عبد الله السالم الصباح (رئيس المجلس)
- يوسف بن عيسى القناعي.
- حمد داوود المرزوق.
- خالد عبد اللطيف الحمد.
- مشعان الخضير الخالد.
- محمد شاهين الغانم.
- سلطان إبراهيم الكليب.
- عبد الله حمد الصقر.
- مشاري حسن البدر.
- عبد اللطيف محمد الغانم.
- سيد علي سيد سليمان الرفاعي.
- أحمد الخميس.
- يوسف صالح الحميضي.
- علي البنوان.
- سليمان خالد العدساني.
- صالح عثمان الراشد.
- علي عبد الوهاب المطوع.
- مشاري هلال المطيري.
- محمد أحمد الغانم.
- نصف يوسف النصف.
- يوسف عبد الوهاب العدساني.

## معوقات واجهت المجلس أدت إلى حله
اعترض البريطانيون على المجلس كونه كان يريد أن يتدخل بالأمور المالية للكويت، خصوصاً إنه كان بعد اكتشاف النفط بالكويت، وكان البريطانيون يرفضون ذلك بشده لكونهم الدولة التي لها الحق بالتصرف بكل الأمور الخارجية الخاصة بالكويت. وبسبب هذه الخلافات أجبر الشيخ أحمد الجابر الصباح حاكم الكويت على حل المجلس، لكن بعض أعضائه رفضوا هذا الحل بسبب التدخل البريطاني واعتصموا في مخزن السلاح، وحدثت مواجهات بين الشرطة وبين المحتجين انتهت إلى القضاء على التمرد بعد مقتل عدة رجال ومنهم الناشط السياسي محمد المنيس ورجل الأمن (محمد عبد العزيز القطامي)، وكانت النتيجة التي وصلت بعد حل المجلس والقضاء على التمرد هي سجن عدد من أعضاء المجلس لمدة أربع سنوات وهرب أعضاء آخرون إلى خارج الكويت. إلا أن جميع المسجونين قد أُطلق سراحهم وأعادت لهم كرامتهم ورجع جميع من هرب إلى الخارج.